# 美國東部

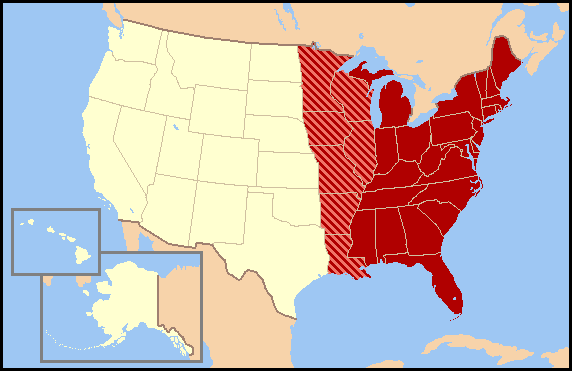
美國東部的定義有多種說法。以實色表示的州份通常被視為東部的一部份；塗上斜條的州份的全部或部分可能包括或不包括在內

美國東部（英語：Eastern United States，the American East 或 the East）简称美东，是指美國密西西比河以東的州份。如果將美國分為東西兩部份，密西西比河以西首兩梯次的州份 （從北到南）也可以被視為東部的一部份：

## 東部各州/區
| - 缅因州 - 羅德島州 - 马萨诸塞州 - 康乃狄克州 - 佛蒙特州 - 新罕布夏州 | - 新泽西州 - 纽约州 - 宾夕法尼亚州 - 马里兰州 - 特拉華州 - 哥伦比亚特区 | - 西維吉尼亞州 - 弗吉尼亚州 - 北卡罗来纳州 - 南卡羅萊那州 - 喬治亞州 - 佛罗里达州 | - 俄亥俄州 - 密歇根州 - 印地安納州 - 伊利諾州 - 威斯康辛州 | - 密西西比州 - 田納西州 - 肯塔基州 - 阿拉巴馬州 |

## 人口最多的28個城市
| - 紐約市 - 芝加哥 - 費城 - 底特律 - 印地安納波利斯 - 傑克遜維爾 | - 哥倫布 - 孟斐斯 - 巴爾的摩 - 夏洛特 - 納什維爾 - 波士頓 | - 華盛頓 - 密爾沃基 - 路易維爾 - 亞特蘭大 - 新奧爾良 - 克里夫蘭 | - 維吉尼亞海灘 - 邁阿密 - 明尼阿波利斯 - 辛辛那提 - 坦帕 - 匹茲堡 | - 托萊多 - 紐瓦克 - 水牛城 - 聖保羅 |